# Domitia Lepida Minor
Domitia Lepida Minor, ou seulement Lépida (née v. 10 av. J.-C., morte en 54), était la fille cadette de Lucius Domitius Ahenobarbus et  d'Antonia l'Aînée. Elle est la sœur de Domitia Lepida Major, dite Domitia l'Aînée, et de Cnaeus Domitius Ahenobarbus, le père de Néron. Elle est la petite-nièce d’Auguste et la petite-fille d’Octavie la Jeune et de Marc Antoine.

## Biographie
Lépida se maria trois fois. Son premier mari fut son cousin, Marcus Valerius Messalla Barbatus,. Lépida épousa Barbatus aux environs de 15. Ils eurent une fille Messaline, qui devint la troisième épouse de l’empereur Claude. Barbatus mourut sans doute vers 20/25 ap. J.-C., peu après la naissance de Messaline. Le second mari de Lépida fut Faustus Cornelius Sulla, un descendant du dictateur Sylla. Leur fils, Faustus Cornelius Sulla Felix, né en 28 ap. J.-C., épousa Claudia Antonia, la fille de Claude et d’Ælia Pætina,. Faustus Cornelius Sulla mourut en 62.
Au début du règne de Claude, Lépida fut donnée en mariage à Appius Iunius Silanus, consul en 28 ap. J.-C.. En 42, Silanus se suicida afin de résister aux avances de Messaline, épouse de son ami Claude.
L’ancienne belle-sœur de Lépida, Agrippine la Jeune, devint la nouvelle épouse de Claude en 49. Par jalousie, Agrippine organisa l’exécution de Lépida peu avant l’empoisonnement de Claude. Agrippine accusa Lépida d’essayer de la tuer avec de la magie, de perturber la paix en Italie et de ne pas contrôler ses troupes d’esclaves en Calabre. Agrippine pensait que Lépida allait utiliser son influence pour tourner son fils Néron contre elle.
Lépida était une figure belle et influente. Comme sa sœur, elle était également très riche et possédait des propriétés en Calabre et les praedia Lepidania.